# Adam Staszewski
Adam Staszewski (ur. 27 stycznia 1979 w Działdowie) – muzyk, gitarzysta basowy.
Ukończył podstawową szkołę muzyczną w Działdowie w klasie fortepianu, a następnie średnią szkołę muzyczną w Olsztynie w klasie instrumentów dętych na oboju oraz instrumentów smyczkowych na kontrabasie. Z wykształcenia jest historykiem, uzyskał dyplom Wydziału Nauk Historycznych i Archiwistyki UMK w Toruniu.

## Kariera muzyczna
Współpracował z różnymi zespołami m.in. z: Vernissage, Sąsiedzi, Gribojedow oraz Kasią Cerekwicką, O.S.T.R. i Kayah.
Jeden z założycieli zespołu SOFA, w którym gra na gitarze basowej. Od 2013 roku członek formacji Ørganek.

## Dyskografia
Single
| Tytuł | Rok  | Najwyższa pozycja na liście | Najwyższa pozycja na liście | Album              |
| Tytuł | Rok  | LP3                         | UWM                         | Album              |
| --- | ---- | --------------------------- | --------------------------- | ------------------ |
| „Wataha” (Męskie Granie Orkiestra: O.S.T.R., Dawid Podsiadło, Tomasz Organek, Adam Staszewski, Robert Markiewicz, DJ Haem) | 2016 | 1                           | 2                           | Męskie Granie 2016 |